# SpVgg Greuther Fürth

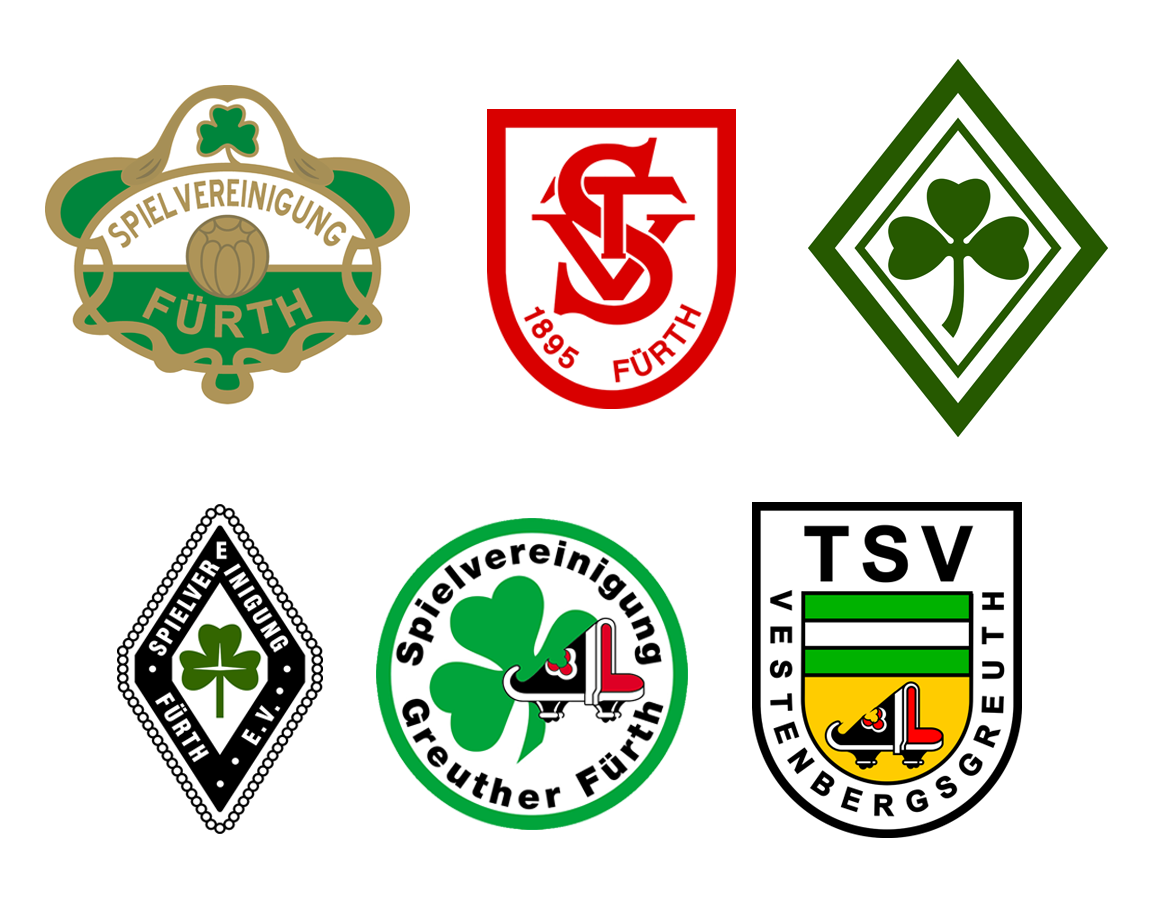
Historische Vereinswappen: SpVgg Fürth (oben links und rechts, unten links), TSV 1895 Fürth (oben mittig), TSV Vestenbergsgreuth (unten rechts), SpVgg Greuther Fürth (unten mittig)

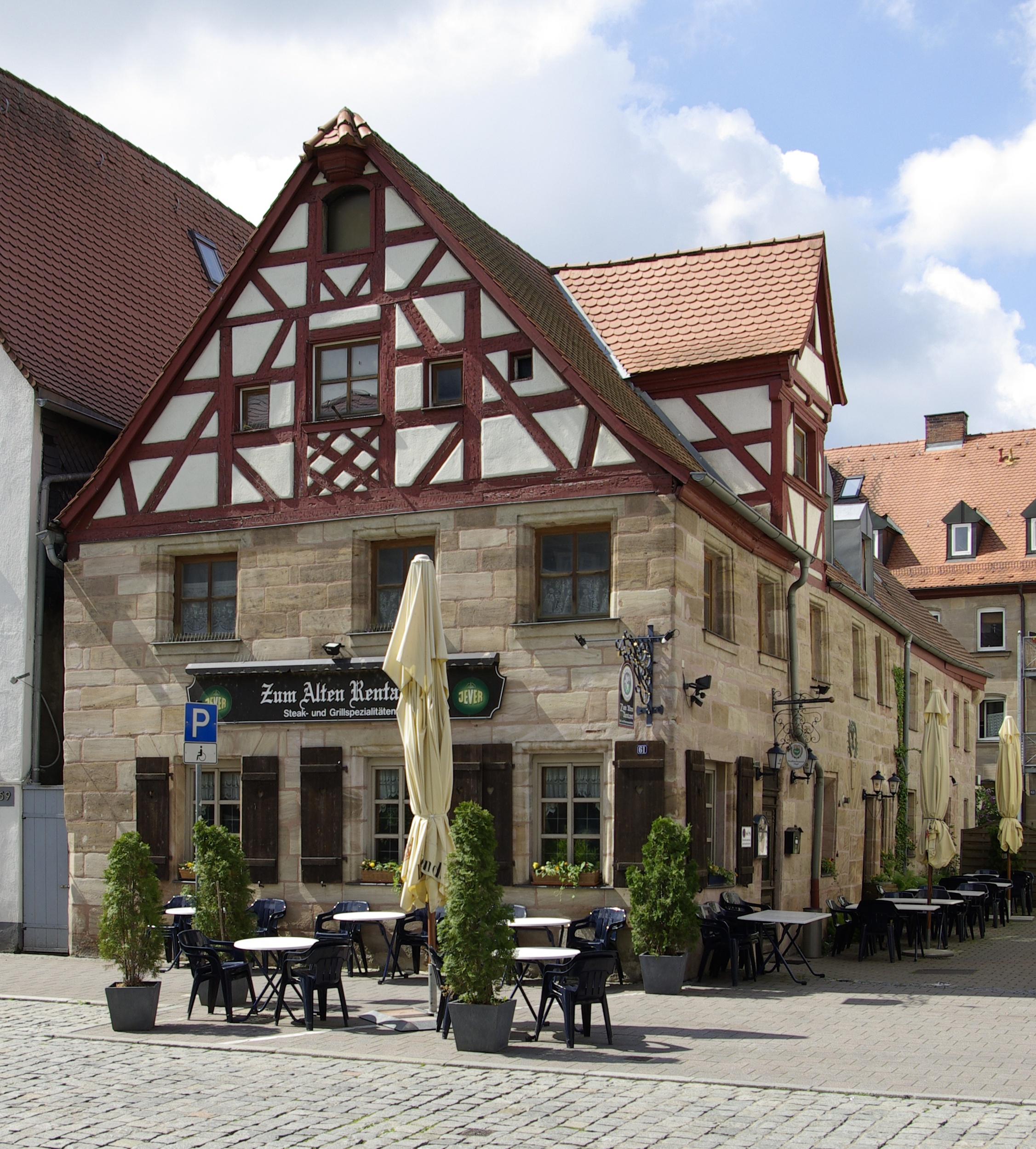
Gasthaus Balzer, heute „Zum Alten Rentamt“, der Gründungsort der SpVgg Fürth

Die SpVgg erstmals in einheitlicher Spielkleidung mit Kleeblatt auf der Brust (1905)

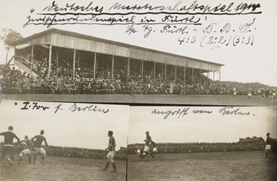
Fotos vom Halbfinale der Deutschen Meisterschaft der SpVgg Fürth gegen den Berliner BC 03 (Ronhof, 1914)

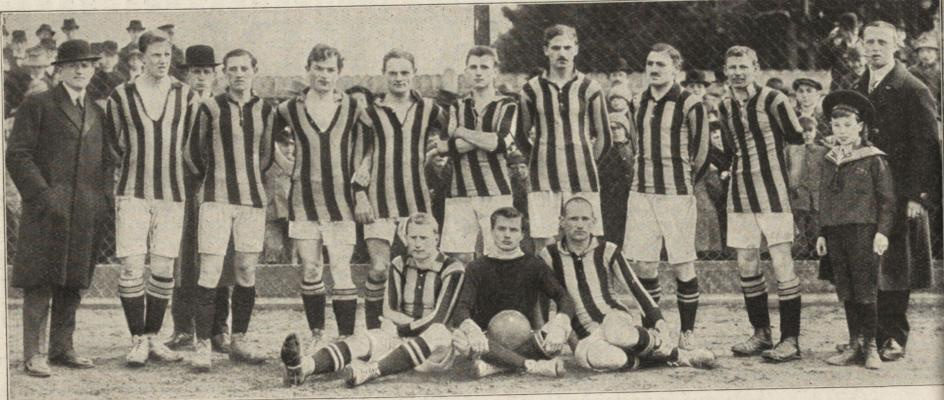
SpVgg Fürth 1913: Burger, Lang, Franz, Mütze, Isenmann, Wunderlich, Riebe, Hirsch, Schmidt, Trainer Townley mit Sohn Jimmy, Weicz, Pachter, Wellhöfer

Die Spielvereinigung Greuther Fürth, abgekürzt SpVgg Greuther Fürth, bis Juni 1996 Spielvereinigung Fürth (SpVgg Fürth), ist ein Sportverein aus Fürth, der vor allem durch seine Fußballabteilung bundesweit bekannt ist. Die größten Erfolge in der Vereinsgeschichte sind die drei deutschen Meistertitel in den Jahren 1914, 1926 und 1929 als SpVgg Fürth. Aufgrund der Fusion mit Tuspo Fürth, dem früheren TSV 1895 Fürth, im Jahr 2003 kann die Spielvereinigung als einziger Fußballverein in Deutschland nicht nur Meistertitel unter dem Dachverband des DFB aufweisen, sondern auch die deutsche Fußballmeisterschaft 1920 des Arbeiter-Turn- und Sportbundes (ATSB). In den Spielzeiten 2012/13 und 2021/22 spielte der Verein in der Bundesliga. Die erste Mannschaft trägt ihre Heimspiele im Sportpark Ronhof im Stadtteil Ronhof aus und spielt in der 2. Bundesliga, deren Ewige Tabelle der Verein anführt.

## Geschichte

### Anfangszeit (1903–1914)
In den Anfangsjahren des Fußballs entstanden in vielen Turnvereinen Fußballabteilungen, so auch beim TV Fürth 1860, deren Fußballer am 23. September 1903 im Gasthaus Balzer in der Gustavstraße 61 eine Spielvereinigung in deren Verein gründeten. Wegen der geringen Unterstützung der neuen Abteilung durch den Hauptverein wurde am 21. November 1906 die Loslösung und Gründung eines eigenen Vereins als Spielvereinigung Fürth beschlossen. Nach und nach wurden im neuen Verein weitere Abteilungen gegründet, u. a. Leichtathletik (1907), Ski, Gesang (1911), Tennis (1912), Schwimmen, Radsport, Handball (1920). 1914 war die SpVgg Fürth mit mehr als 3000 Mitgliedern größter deutscher Sportverein und der Ronhof galt als die beeindruckendste Sportanlage im Kaiserreich.

### Drei Meistertitel (1914–1929)
Bald stellten sich die ersten großen Erfolge ein. Von 1909 bis 1914 spielte der Verein in der Ostkreisliga, konnte dort zwischen 1912 und 1914 dreimal in Folge Meister werden und sich so für die Endrunde um die süddeutsche Meisterschaft qualifizieren. Diese konnten die Fürther 1914 im dritten Anlauf gewinnen und nahmen so erstmals an der Endrunde um die deutsche Meisterschaft teil.
Dort erreichten sie sogleich das Finale, wo sie in Magdeburg auf den VfB Leipzig trafen. In einem Marathonspiel stand es nach 90 Minuten 1:1 und das Spiel ging in die Verlängerung, wo die Fürther zum zweiten Mal in Führung gingen, der VfB Leipzig aber nur wenig später den erneuten Ausgleich erzielte. Nach 120 Minuten wurde nach damaligen Regeln die Verlängerung jeweils um zehn weitere Minuten verlängert, bis eine Entscheidung fällt. Diese gelang den Fürthern schließlich in der 153. Spielminute, als Karl Franz das 3:2 erzielte.
Aufgrund des Ersten Weltkrieges wurden in den folgenden Jahren keine Meisterschaftsspiele ausgetragen, so dass erst sechs Jahre später wieder um die deutsche Meisterschaft gespielt wurde. Die Fürther waren als Titelverteidiger automatisch für die Endrunde 1920 qualifiziert und erreichten, obwohl sie vier Spieler der Meistermannschaft im Krieg verloren hatten, erneut das Finale. Dort unterlagen sie in Frankfurt gegen den fränkischen Rivalen vom 1. FC Nürnberg mit 0:2. Beide Mannschaften gehörten zu den Stärksten ihrer Zeit, jedoch durfte immer nur ein süddeutscher Verein an der Endrunde um die Meisterschaft teilnehmen. Gegenüber den Nürnbergern zog Fürth hier meistens den kürzeren, bis 1925 die Regeln für die Qualifikation zur Endrunde geändert wurden. Ab sofort durften drei Vereine aus dem Süden teilnehmen, wodurch die Spielvereinigung wieder ins gesamtdeutsche Rampenlicht rückte.
1926 erreichten sie sofort wieder das Finale in Frankfurt und konnten dort nach einem 4:1 gegen Hertha BSC die zweite deutsche Meisterschaft feiern. Den letzten großen Titel konnte Fürth 1929 gewinnen. Nach Siegen gegen den FSV Frankfurt, Fortuna Düsseldorf, den Hamburger SV und den Breslauer SC 08 standen die Franken erneut im Finale. Wie schon drei Jahre zuvor hieß der Gegner Hertha BSC und auch diesmal konnte die Spielvereinigung mit 3:2 die Oberhand behalten.

### Erstklassigkeit (1930–1963)
Die 1920er und 1930er Jahre waren die große Zeit der Fürther, als sie sich in Privatspielen auch mit der internationalen Fußballprominenz maßen. So konnten sie unter anderem Siege gegen Real Madrid (1923), FC Barcelona (1926) und Juventus Turin (1930) erringen.
In den 1930ern war aber die Zeit, in der Fürth einen großen Teil der deutschen Nationalmannschaft stellte, bereits vorbei. In der 1933 neu eingeführten Gauliga Bayern landete der Verein zumeist im Mittelfeld der Tabelle, lediglich 1935 konnte die Gaumeisterschaft gewonnen werden. In der Endrunde war dann aber bereits in der ersten Runde Schluss.
Nach dem Zweiten Weltkrieg spielte Fürth zunächst keine große Rolle mehr und wurde mit dem Abstieg 1948 in die Amateurliga Bayern erstmals zweitklassig. Nach dem sofortigen Wiederaufstieg konnten die Fürther auf Anhieb die Meisterschaft 1950 in der Oberliga Süd gewinnen und nahmen 1950 und 1951 noch zweimal an einer Endrunde um die deutsche Meisterschaft teil. 1950 kam nach Siegen gegen STV Horst-Emscher und den FC St. Pauli im Halbfinale nach einem 1:4 gegen den VfB Stuttgart das Aus. 1951 schied das Team in der Gruppenphase der Meisterschaft aus. Bis 1963 spielte der Verein weiterhin in der Oberliga Süd, konnte sich aber wegen der schlechten Platzierungen nicht für die neu gegründete Bundesliga qualifizieren.

### Zweit- bis Viertklassigkeit (1963–1997)

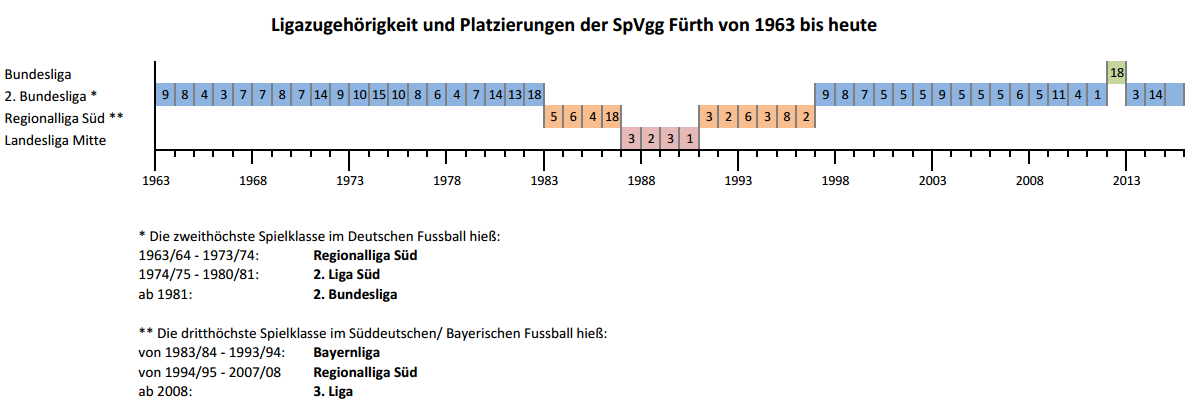
Ligazugehörigkeit und Platzierungen der SpVgg von 1963 bis 2015

Von 1963 bis 1983 spielten die Fürther zweitklassig, zunächst in der Regionalliga Süd, später in der 2. Bundesliga. 1983 stieg der Verein hochverschuldet in die Oberliga Bayern ab und nur vier Jahre später folgte der Absturz in die Landesliga. 1991 kehrte der Verein in die Oberliga zurück. Der Wendepunkt wurde am 4. August 1990 eingeleitet, als Borussia Dortmund in der 1. Hauptrunde des DFB-Pokals besiegt werden konnte. Bemerkenswert ist dabei, dass der damalige Viertligist nach einer frühen Roten Karte für David Schneider 88 Minuten lang in Unterzahl agierte.
In den Folgejahren erreichte die Spielvereinigung durch einen dritten, zweiten und sechsten Platz die Qualifikation für die 1994 neu gegründete Regionalliga. Den Verein beschäftigten jedoch immer noch immense Geldsorgen, und so kam das Angebot des Beitritts der Fußballabteilung des TSV Vestenbergsgreuth den Fürthern gelegen. Am 1. Juli 1996 schloss sich schließlich die Leistungsfußballabteilung des TSV Vestenbergsgreuth der SpVgg Fürth an und der Verein erhielt seinen aktuellen Namen SpVgg Greuther Fürth. Das traditionsreiche Vereinswappen der SpVgg wich einem Rundlogo, das neben dem traditionellen Kleeblatt der Fürther auch den Holzschuh des TSV Vestenbergsgreuth enthielt.
Bereits in der ersten Saison nach dem Übertritt von Vestenbergsgreuths Fußballabteilung gelang dem Verein 1996/97 der Aufstieg in die 2. Bundesliga.

### 2. Bundesliga, DFB-Pokal-Halbfinale und Bundesliga-Aufstieg (1997–2012)

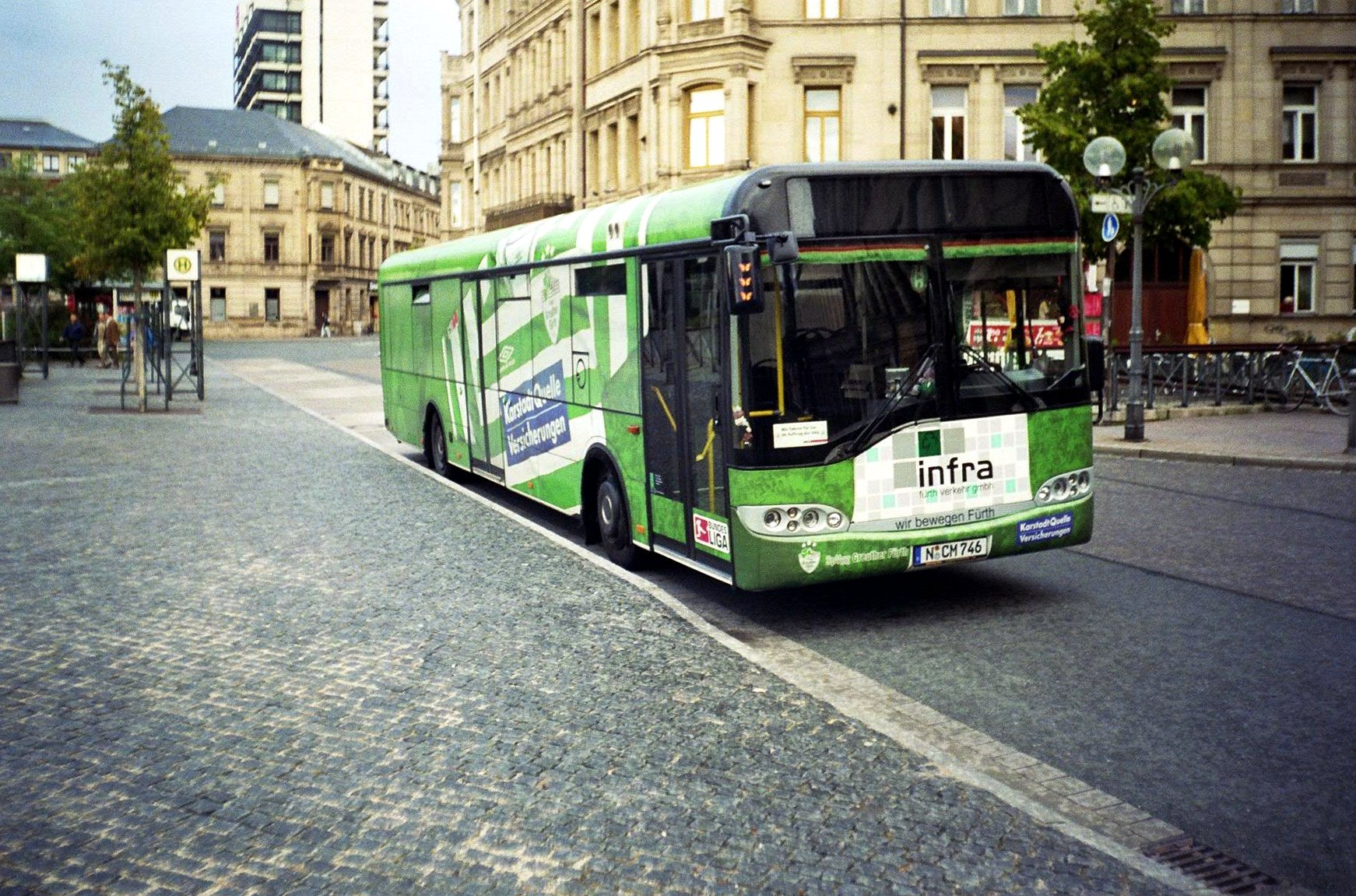
Stadtbus der Infra Fürth mit dem Trikot der SpVgg (2006)

Zum 100-jährigen Vereinsjubiläum im Jahr 2003 wurde das Wappen erneut verändert. Unter anderem erhielt es drei Sterne, die die gewonnenen Meisterschaften der SpVgg Fürth symbolisieren. Diese Änderung trat noch vor Einführung der Regelung der DFL bezüglich der Meistersterne in Kraft; trotzdem war der Verein später gezwungen, die Sterne auf den offiziellen Trikots zu entfernen. Beispielen anderer Profivereine folgend wurde am 19. Mai 2003 die Abteilung Leistungsfußball in die SpVgg Greuther Fürth GmbH & Co. KGaA ausgegliedert. Am 1. Juli 2003 ging der benachbarte Verein Tuspo Fürth, der als Arbeiterverein 1920 Fußballmeister des ATSB geworden war, in der SpVgg Greuther Fürth auf.
Von 1997 bis 2012 gehörte die SpVgg ununterbrochen der 2. Bundesliga an; damit war sie lange Zeit die älteste Mannschaft der Liga. Zum Saisonende 2011/12 belegte sie Platz 3 der Ewigen Tabelle der 2. Bundesliga. Ab der Saison 2000/01 gelang den Fürthern fast durchgehend eine Platzierung im oberen Tabellendrittel; mehrere Male verpassten sie den Aufstieg nur knapp, weshalb sie sich den Ruf einhandelten, „unaufsteigbar“ zu sein. In der Saison 2011/12 machte die Mannschaft schließlich am 32. Spieltag, am 20. April 2012, nach einem 1:1-Unentschieden gegen den FSV Frankfurt den ersten Aufstieg in die Bundesliga perfekt. Am letzten Spieltag wurde die Spielvereinigung durch ein 2:2 bei Hansa Rostock bei einer gleichzeitigen Niederlage von Mitaufsteiger Eintracht Frankfurt beim Karlsruher SC Meister der Zweiten Liga. Im DFB-Pokal 2011/12 besiegten die Fürther im Achtel- und Viertelfinale auswärts mit dem Erzrivalen 1. FC Nürnberg und der TSG 1899 Hoffenheim zwei Bundesligisten. Im Halbfinale schied die SpVgg durch ein Gegentor, das einzige in der gesamten Pokalsaison, in der letzten Minute der Verlängerung gegen den späteren Doublegewinner Borussia Dortmund aus.

### Erstmals Bundesliga, direkter Wiederabstieg und Aufstieg 2021 (2012–2021)

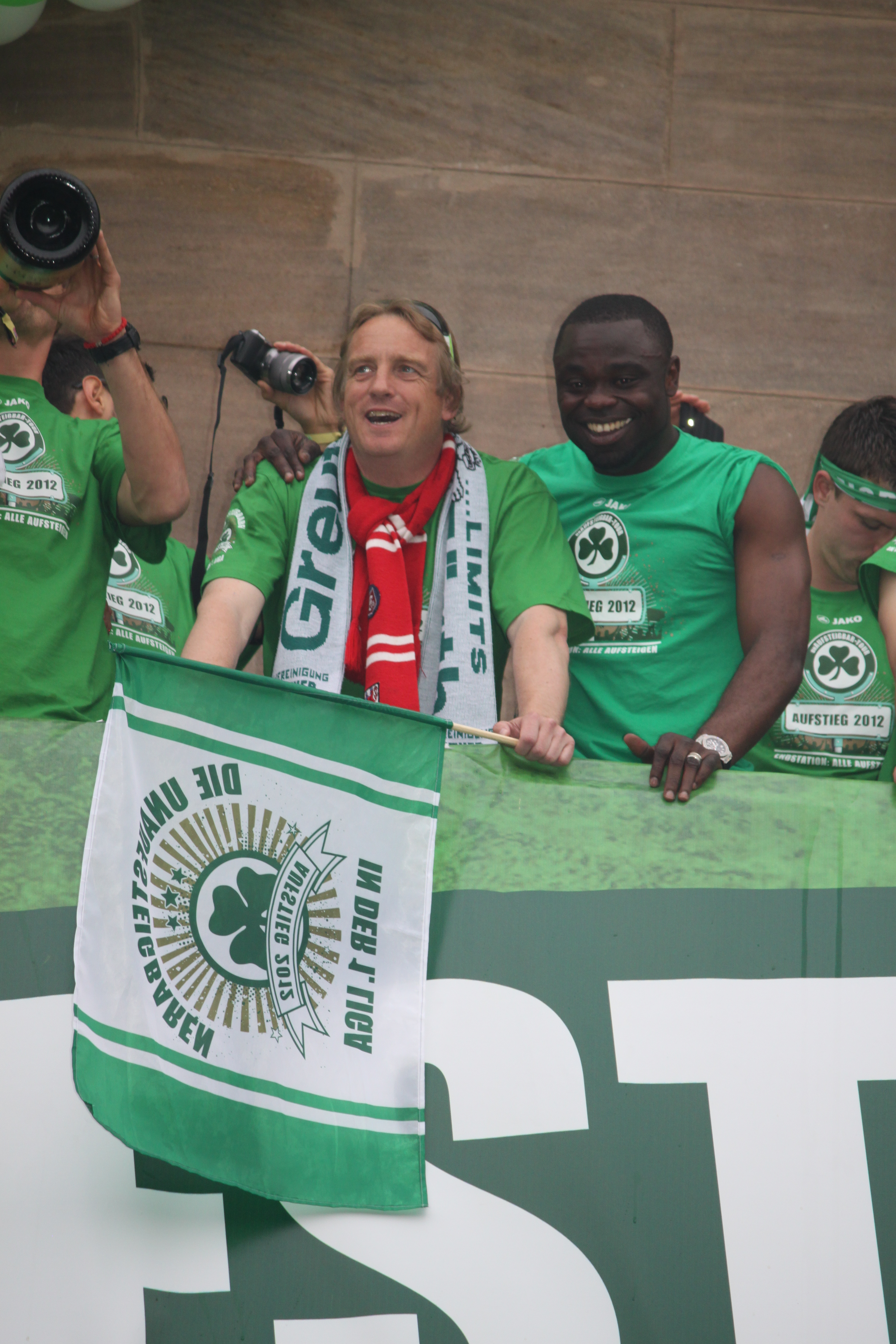
Mike Büskens und Gerald Asamoah bei der Aufstiegsfeier am 29. April 2012 auf dem Balkon des Fürther Rathauses

#### Saison 2012/13 – Abstieg
In der Saison 2012/13 spielte Fürth erstmals in der Bundesliga. Im Pflichtspieldebüt in der höchsten deutschen Spielklasse unterlag der Neuling Rekordmeister FC Bayern München mit 0:3. Eine Woche zuvor schieden die Fürther in der ersten Runde des DFB-Pokals beim Drittligisten Kickers Offenbach aus.
Am zweiten Bundesliga-Spieltag gelang den „Kleeblättern“ am 31. August 2012 der erste Sieg in der höchsten deutschen Spielklasse. Mit 1:0 gewann Fürth beim 1. FSV Mainz 05, Torschütze war Felix Klaus. Nach einer Hinrunde mit nur neun erzielten Punkten verstärkte sich das Kleeblatt mit Tom Mickel vom Hamburger SV, Matthias Zimmermann von Borussia Mönchengladbach, Jung Bin Park vom VfL Wolfsburg und dem Serben Nikola Đurđić von Helsingborgs IF für die vereinsinterne Rekordsumme von einer Million Euro. Zum Auftakt der Rückrunde verloren die Fürther 0:2 gegen den FC Bayern. Der zweite Sieg, der ebenfalls auswärts erfolgte, gelang mit einem 2:1 gegen den FC Schalke 04. Am 20. Februar 2013 – zu diesem Zeitpunkt stand das Team nach 22 Spielen mit 12 Punkten auf dem letzten Tabellenplatz – wurde Cheftrainer Mike Büskens beurlaubt. Seinen Posten übernahmen zunächst U23-Trainer Ludwig Preis und der sportliche Leiter Rouven Schröder. Am 11. März 2013 verpflichtete der Verein als neuen Cheftrainer Frank Kramer, der einen Vertrag bis zum 30. Juni 2015 unterschrieb. Bis zum Saisonende assistierte ihm Ludwig Preis. Der erste Sieg des neuen Trainergespanns gelang am 21. April 2013 im Frankenderby beim 1. FC Nürnberg mit 1:0, das Siegtor erzielte Johannes Geis. Nach dem 31. Spieltag stand die Spielvereinigung als erster Absteiger in die Zweite Liga fest, nachdem sie im Freitagsspiel Hannover 96 mit 2:3 unterlegen war und der FC Augsburg, der zuvor auf dem Relegationsplatz 16 gestanden hatte, sein Heimspiel gegen den VfB Stuttgart gewonnen und damit den Vorsprung auf 12 Punkte ausgebaut hatte. Nach der 1:2-Heimniederlage am vorletzten Spieltag gegen SC Freiburg war die Spielvereinigung die erste Mannschaft, der im Laufe einer Bundesligasaison kein einziger Heimsieg gelungen ist. Am Saisonende belegte sie in der Ewigen Tabelle der Bundesliga mit 21 Punkten Platz 53.

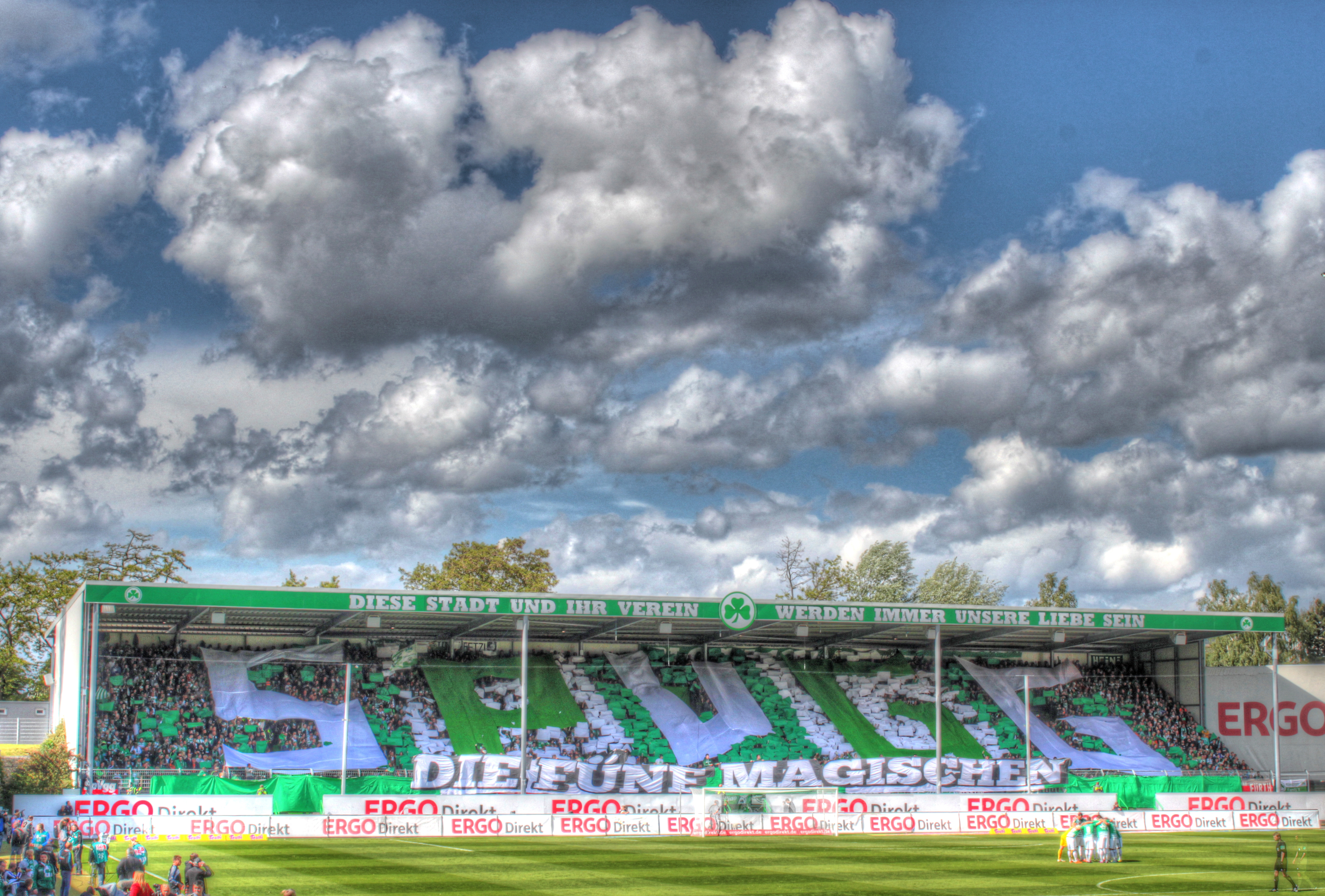
Die Nordtribüne mit den Fanblocks (2014):
Diese Stadt und ihr Verein werden immer unsere Liebe sein

Mehrere Spieler verließen nach dem Abstieg die SpVgg. So wechselte Sercan Sararer zum VfB Stuttgart, Bernd Nehrig und Christopher Nöthe verließen die Fürther in Richtung FC St. Pauli, Milorad Pekovic ging zu Hansa Rostock, Heinrich Schmidtgal zu Fortuna Düsseldorf. Die ausgeliehenen Spieler Lasse Sobiech (Borussia Dortmund), Matthias Zimmermann (Borussia Mönchengladbach) und József Varga (Debreceni VSC) kehrten zu ihren Stammvereinen zurück. Dazu verließen noch Gerald Asamoah und Issa Ndoye den Verein ablösefrei. Allerdings konnte sich das Kleeblatt für die zweite Bundesliga auch verstärken. Vom MSV Duisburg wechselten Daniel Brosinski und Goran Sukalo zu den Franken, von Rot-Weiß Erfurt kam Dominick Drexler, vom VfL Wolfsburg wurde Kevin Schulze verpflichtet und von Hannover 96 Niko Gießelmann. Zusätzlich verstärkten sich die Fürther mit Zsolt Korcsmár von Brann Bergen aus Norwegen. Mirko Dickhaut wurde im Juni neuer Co-Trainer, während Ludwig Preis wieder die 2. Mannschaft übernahm.

#### Saison 2013/14
Die Saison verlief für Greuther Fürth recht erfolgreich. Die ersten vier Spiele konnten gewonnen werden und die Mannschaft stand bis zum 6. Spieltag an der Tabellenspitze. Sie wurde am 7. Spieltag durch den 1. FC Union Berlin abgelöst. Vom 10. bis zum 12. Spieltag wurden drei Spiele in Folge verloren, weshalb man auch auf den Relegationsplatz abrutschte, hinter dem 1. FC Köln und Union Berlin. Zum Ende der Hinrunde wurde die SpVgg Greuther Fürth doch noch „Vize-Herbstmeister“. In der Rückrunde stand Fürth bis zum 32. Spieltag ununterbrochen auf dem zum direkten Wiederaufstieg berechtigenden Platz 2 und fiel erst durch eine 1:2-Heimniederlage gegen den TSV 1860 München wieder auf Platz 3 zurück. Am nächsten Spieltag gab es den höchsten Auswärtssieg der Fürther Zweitligageschichte: Die SpVgg schlug den zu diesem Zeitpunkt bereits abgestiegenen FC Energie Cottbus mit 6:0. Am letzten Spieltag gewann die SpVgg zwar gegen den SV Sandhausen, hatte aber dennoch gegenüber dem Tabellennachbarn und Zweitplatzierten SC Paderborn das Nachsehen. Die SpVgg erreichte die Relegation. Dort traf sie – wie schon in der 2. Hauptrunde des DFB-Pokals (0:1 in Hamburg) – auf den HSV, scheiterte jedoch nach einem 0:0 auswärts und einem 1:1 zu Hause aufgrund der Auswärtstorregel und blieb damit zweitklassig.
Dem verpassten Aufstieg folgte ein Umbruch in der Mannschaft. Insgesamt 15 Spieler verließen den Verein, darunter viele Stammkräfte wie Daniel Brosinski, Nikola Đurđić, Abdul Rahman Baba, Mergim Mavraj und Zoltán Stieber, die alle zu Erstligisten wechselten. Zu Rückrundenbeginn war damit nur noch Stephan Fürstner aus der Aufstiegsmannschaft unter Vertrag.

#### Saison 2014/15 – Abstiegskampf zum Ende der Saison
Der Beginn der Saison 2014/15 wurde vier Tage vor dem Frankenderby durch einen nächtlichen Verkehrsunfall des Stürmers Ilir Azemi überschattet, der sich dabei schwere Verletzungen zuzog und die komplette Saison ausfiel. Die Saison selbst sollte am Ende die schlechteste Spielzeit des Vereins in der eingleisigen Zweiten Bundesliga werden. Trotz eines überzeugenden 5:1 im Frankenderby am 2. Spieltag konnte er sich in der Hinrunde nur im Mittelfeld der Tabelle halten und belegte zur Winterpause mit 21 Punkten Platz 11. Dem folgte eine schlechtere Rückrunde und der Absturz in die Nähe der Abstiegszone. Infolgedessen wurde Frank Kramer am 23. Februar 2015 beurlaubt und durch seinen Vorgänger Mike Büskens ersetzt. Trotzdem beendete man die Saison lediglich auf Rang 14. Insgesamt war die Spielvereinigung mit 16 Punkten in der Rückrunde zusammen mit Fortuna Düsseldorf (die eine schlechtere Tordifferenz aufwies) die schlechteste Mannschaft in der Rückrunde und bis zum letzten Spieltag bestand die Gefahr des direkten Abstiegs in die 3. Liga. Mit dem Saisonende 2015 kletterte die SpVgg dennoch auf Platz 2 der Ewigen Tabelle der 2. Bundesliga.

#### Saison 2015/16
Da zur Saison 2015/16 weder Mike Büskens noch der Verein eine Verlängerung des Vertrags anstrebten, bemühte sich die SpVgg um die Dienste von Stefan Ruthenbeck, der noch bei Zweitligaabsteiger VfR Aalen unter Vertrag stand. Eine Einigung wurde noch im Juni erzielt. Zudem konnten Jürgen Gjasula und Andreas Hofmann ebenfalls aus Aalen verpflichtet werden, im Gegenzug wechselten Dwayn Holter und Alexandros Kartalis leihweise nach Aalen. Kapitän Wolfgang Hesl verließ Fürth in Richtung Arminia Bielefeld. Trotzdem konnte der Kern der Mannschaft zusammengehalten und durch einzelne Neuzugänge wie Veton Berisha, Domi Kumbela und Sebastian Mielitz ergänzt werden. In die Saison startete sie mit einem 1:0-Sieg gegen den Karlsruher SC, der – wie schon Fürth ein Jahr zuvor – in der Relegation gegen den Hamburger SV scheiterte. Es folgten vier Spiele mit nur zwei Punkten, bis es am 13. September (6. Spieltag) zum 259. Frankenderby kam, das vor eigenem Publikum mit 3:2 gewonnen werden konnte. Dieser Sieg markierte den Beginn einer Serie von vier Siegen in Folge, die erst am 10. Spieltag durch eine 0:5-Heimniederlage gegen VfL Bochum endete. Infolgedessen verlor die SpVgg wieder den Faden und auch den Anschluss an die oberen Ränge. Von den restlichen neun Spielen gewann sie lediglich die Spiele gegen den TSV 1860 München und den 1. FC Heidenheim, vor der Winterpause blieb sie vier Spiele ohne Sieg. Es folgte ein Umbruch in der Winterpause; unter anderem verließen der erst im Sommer gekommene Domi Kumbela, Publikumsliebling Stephan Schröck und Goran Sukalo den Verein. Im Winter wurde darüber hinaus die Umbenennung des Stadions in „Sportpark Ronhof | Thomas Sommer“ bekannt gemacht.
Nach der Winterpause setzte sich der unterdurchschnittliche Erfolg des Kleeblatts fort, was sich auch in der Stimmung im Umfeld des Vereins bemerkbar machte. Von den Spielen gegen den FC St. Pauli, den FSV Frankfurt, den MSV Duisburg und den 1. FC Nürnberg konnte lediglich das in Frankfurt mit 2:1 (1:0) gewonnen werden; besonders das Spiel in Nürnberg (die erste Derbyniederlage nach acht Jahren) galt als Tiefpunkt. Die Reaktion war jedoch positiv; die SpVgg holte aus den nächsten fünf Spielen zwei Siege und zwei Unentschieden bei einer – denkbar knappen – Niederlage gegen den Spitzenreiter SC Freiburg. Besonders ermutigend für die Fans und das Team waren die Heimsiege gegen Union Berlin (2:0) und Braunschweig (3:0), die jeweils mit sehr guten Leistungen eingefahren wurden. Schon nach 28 Spieltagen und nun 19 Punkten Abstand auf den Drittplatzierten und 12 Punkten Vorsprung auf den Relegationsplatz 15 zeichnete sich ab, dass die Saison aller Voraussicht nach in einem Mittelfeldplatz enden würde. Am 28. Spieltag knackte man durch einen sehr glücklichen 1:0-Sieg gegen den TSV 1860 München – nach dem Tor bereits in der 105. Sekunde hatte der TSV insgesamt 18:5 Torchancen – die 40-Punkte-Marke und vertrieb alle Sorgen um einen Abstieg. Danach konnte die Mannschaft befreit aufspielen und Fortuna Düsseldorf mit 3:1 (3:1) besiegen. Es schien nun allerdings, dass die Spieler die Motivation für die restlichen Spiele verloren hatten. Sie verloren mit 2:4 (1:1) bei Arminia Bielefeld, das dadurch den Klassenerhalt perfekt machen konnte, im Heimspiel gegen den 1. FC Heidenheim mit 0:2 (0:1) und auswärts beim 1. FC Kaiserslautern mit 1:3 (1:1). Der versöhnliche Saisonabschluss gelang der SpVgg dennoch, da man durch einen 3:1 (2:1)-Sieg gegen den SV Sandhausen bei gleichzeitigen Niederlagen von Heidenheim und Kaiserslautern mit Platz 9 noch die obere Tabellenhälfte erreichte.

Vereinswappen der SpVgg Greuther Fürth mit drei silbernen Meistersternen bis 2017

#### Saison 2016/17
Die Sommertransferphase brachte für die Saison 2016/17 einen großen personellen Umbruch. Als wichtigster Abgang gilt der von Marco Stiepermann (zusammen mit Johannes Wurtz Verkauf an den VfL Bochum). Dafür kam mit Sercan Sararer ein Fürther Publikumsliebling aus Düsseldorf zur Spielvereinigung. Mit Balázs Megyeri, der im Saisonverlauf zum Stammtorhüter wurde, Sascha Burchert und Marius Funk wurden zudem drei neue Torhüter geholt. Die Saison begann mit einem 1:0-Heimsieg über 1860 München und man konnte aus den ersten sieben Spielen elf Punkte holen (darunter auch ein 2:1-Auswärtssieg im 261. Frankenderby) und sich im Mittelfeld der Tabelle platzieren. Anschließend folgte durch vier Niederlagen in Folge jedoch der Absturz bis auf Platz 15 der Tabelle, der zwar durch einen Sieg beim VfL Bochum am 12. Spieltag kurz gebremst werden konnte, jedoch durch eine erneute Niederlage am 13. Spieltag gegen Dynamo Dresden die Entlassung von Trainer Ruthenbeck zur Folge hatte. Als Interimstrainer wurde Janos Radoki vorgestellt, der bis dahin die U19 betreut hatte. Nach guten Ergebnissen bis zur Winterpause wurde Radoki zum Cheftrainer ernannt. In der Rückrunde konnte man durch eine Serie von neun Ligaspielen ohne Niederlage zwischenzeitlich bis auf Platz 6 der Tabelle klettern. Auch das Rückrundenderby konnte die SpVgg durch ein 1:0 von Robert Zulj gewinnen. Im DFB-Pokal schied sie jedoch nach einer 0:2-Niederlage im Viertelfinale gegen Borussia Mönchengladbach aus. Die Saison wurde auf Platz 8 beendet. Erwähnenswert ist hierbei, dass man erstmals seit der Gründung der Bundesliga 1963 beide Frankenderbys für sich entscheiden und sich in der Abschlusstabelle erstmals seit 1953 vor dem 1. FC Nürnberg positionieren konnte.

#### Saison 2017/18
Nach einem Fehlstart in die Saison 2017/18 wurde Trainer Janos Radoki am 28. August 2017 nach vier Niederlagen in vier Spielen beurlaubt. Zunächst übernahm Co-Trainer Mirko Dickhaut die Aufgaben als Cheftrainer. Am 9. September 2017 wurde Damir Burić, bisher Cheftrainer des österreichischen Bundesligisten FC Admira Wacker Mödling als neuer Cheftrainer der SpVgg Greuther Fürth vorgestellt. Die Saison verlief trotz Trainerwechsels insgesamt weiterhin sehr schlecht. Während man mit dem 14. Tabellenplatz am ersten Spieltag die höchste Tabellenposition der Saison erreicht hatte, fiel die Mannschaft am zweiten Spieltag auf einen direkten Abstiegsplatz zurück, welcher erst am 22. Spieltag wieder verlassen werden konnte. Von da an pendelte die Mannschaft zwischen dem 17. und dem 14. Tabellenplatz, beendete die Saison letztendlich auf dem 15. Tabellenplatz und damit nur sehr knapp über den Relegations- und Abstiegsplätzen. Auch verlor die Spielvereinigung erstmals seit 1979 ein Pflichtspielderby zu Hause gegen den 1. FC Nürnberg (1:3 am 8. Spieltag). Das Rückspiel am 25. Spieltag in Nürnberg gewannen die Fürther hingegen als einzigen Auswärtssieg der Saison mit 2:0. Insgesamt blieb die Spielvereinigung vor allem auswärts meist ohne Erfolg: Ein Sieg, sechs Unentschieden und zehn Niederlagen bedeuteten mit nur neun Punkten den letzten Platz in der Auswärtstabelle, wohingegen man ganze 31 Punkte im Ronhof sammeln konnte, was einen dritten Platz in der Heimtabelle zur Folge hatte. Insgesamt verbrachte die Mannschaft 24 Spieltage auf einem direkten Abstiegs- oder dem Relegationsplatz. Der 15. Platz in der Endplatzierung markierte auch das schlechteste Abschneiden des Clubs in der eingleisigen 2. Bundesliga, sammelte er mit 40 Punkten jedoch drei Punkte mehr als in der Saison 2014/15, die er auf dem 14. Platz beendete. Im DFB-Pokal schied er in der zweiten Hauptrunde durch eine 1:3-Heimniederlage gegen den Ligakonkurrenten FC Ingolstadt 04 aus.
Seit dem 17. September 2017 führt die Spielvereinigung nach einem 3:1-Heimerfolg gegen Fortuna Düsseldorf die Ewige Tabelle der 2. Fußball-Bundesliga an.

#### Saison 2018/19
Die Saison 2018/19 verlief nur wenig besser. Obwohl man sich bis zum 14. Spieltag weitgehend auf einem oder in der Nähe der Aufstiegsplätze halten konnte, rutschte die Mannschaft zum Ende der Hinrunde in die zweite Tabellenhälfte ab. Nachdem zu Beginn der Rückrunde die Ergebnisse nicht besser wurden, wurde Damir Burić durch Stefan Leitl ersetzt, dessen Vergangenheit beim 1. FC Nürnberg (57 Ligaspiele zwischen 1999 und 2001) für Diskussionsstoff unter Fans sorgte. Auf Anfeindungen aus der Fürther Ultra-Szene reagierte Leitl mit Unverständnis und den Worten „[…]es ist sicher nicht so, dass ich in Club-Bettwäsche schlafe.“ Letztendlich konnte auch er den Verein nicht in die obere Tabellenhälfte zurückbringen. Zwar fiel er zu keinem Zeitpunkt tiefer als Platz 15, konnte den sicheren Klassenerhalt aber erst am vorletzten Spieltag festigen und beendete die Saison mit 42 Punkten auf Rang 14. Im DFB-Pokal schied er gleich in der ersten Runde mit 1:2 nach Verlängerung gegen Borussia Dortmund aus, obwohl er bis in die fünfte Minute der Nachspielzeit mit 1:0 in Führung lag und erst in der Nachspielzeit der zweiten Halbzeit der Verlängerung den entscheidenden Treffer kassierte.

#### Saison 2019/20
Die Saison 2019/20 begann durch eine 0:2-Heimniederlage gegen Erzgebirge Aue und ein Ausscheiden in der ersten Runde des DFB-Pokals eher unglücklich. Entgegen dem Trend der letzten Jahre verlief die Saison jedoch deutlich besser und das Team hielt sich weitgehend in der oberen Tabellenhälfte, auch wenn es zu keinem Zeitpunkt besser stand als auf Platz 4. Die Hinrunde wurde auf Platz 7 beendet und auch das Hinrundenderby wurde nicht verloren. Bis zur Unterbrechung der Saison durch die COVID-19-Pandemie nach dem 25. Spieltag war die Mannschaft stets in der Nähe der Aufstiegsplätze. Nach der Fortsetzung der Saison konnte sie jedoch nicht an den Erfolg anknüpften und gewann bis zum Saisonabschluss nur noch das 266. Frankenderby beim FC Nürnberg am 31. Spieltag. Fünf weitere Spiele endeten unentschieden, drei wurden verloren. Zu einer pikanten Kuriosität kam es am letzten Spieltag, als der ewige Rivale 1. FC Nürnberg auf Tabellenplatz 15 auf einen Sieg des Kleeblatts gegen den auf Platz 16 stehenden Karlsruher SC hoffen musste, sofern der Club nicht selbst gegen Holstein Kiel einen Sieg einfährt, um nicht auf den Relegationsplatz 16 zu fallen. Letztendlich spielte Nürnberg nur unentschieden, während Fürth durch zwei umstrittene Gegentreffer das Spiel mit 1:2 verlor und somit Nürnberg indirekt in die Relegation brachte. Die Spielvereinigung beendete die Spielzeit mit 44 Punkten auf Rang 9 und damit nach zwei Jahren erstmals wieder in der oberen Tabellenhälfte und nach vier Jahren erstmals wieder ohne Trainerwechsel während der Saison. Zum Saisonende beendete der langjährige Kapitän Marco Caligiuri nach 214 Pflichtspieleinsätzen für das Kleeblatt seine aktive Karriere.

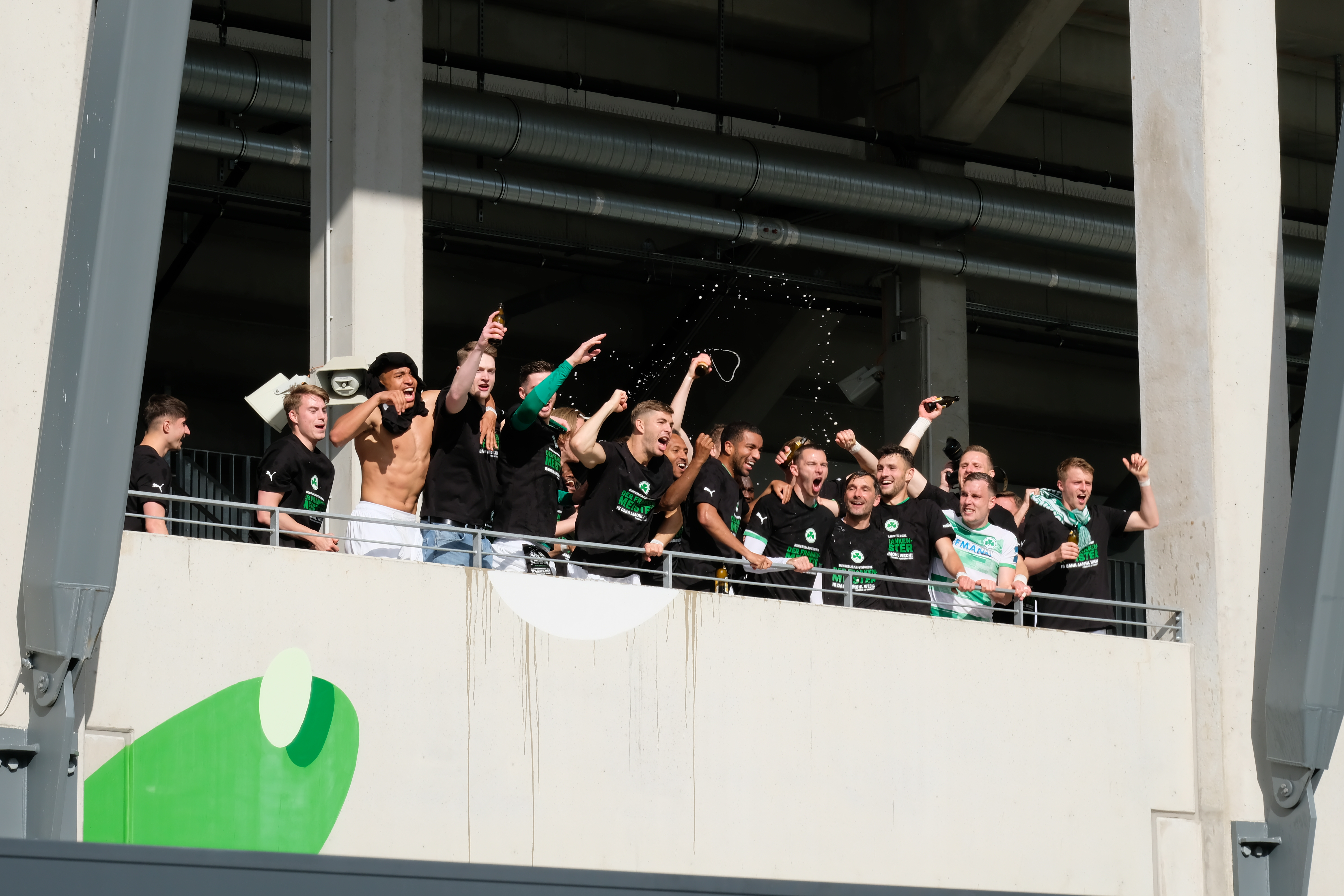
23. Mai 2021: Mannschaft direkt nach dem Sieg gegen Fortuna Düsseldorf in Fürth, der den Aufstieg besiegelte.

#### Saison 2020/21 – Aufstieg
Die folgende Saison 2020/21 begann verspätet. Die Spielvereinigung startete mit drei Unentschieden. Im DFB-Pokal erfolgte im Zuge der COVID-19-Pandemie ein Tausch des Heimrechts. So konnten die Fürther gegen den westfälischen Oberligisten RSV Meinerzhagen in einem Geisterspiel im heimischen Ronhof 6:1 n. V. gewinnen; der RSV hatte aber verletzungsbedingt zum Abpfiff nur noch neun Spieler auf dem Platz. Zum Jahresabschluss vor der verkürzten Winterpause, die coronabedingt bereits nach dem 13. Spieltag startete, stand Fürth auf Platz 3 der Ligatabelle. In der zweiten Pokalhauptrunde konnte es sich durch ein 7:6 nach Elfmeterschießen gegen die TSG 1899 Hoffenheim durchsetzen, nach 120 Minuten hatte es 2:2 unentschieden gestanden. Durch den Sieg im Pokal blieb die Spielvereinigung als einzige Mannschaft im deutschen Profifußball das komplette Kalenderjahr 2020 ohne Auswärtsniederlage in einem Pflichtspiel. Die Hinrunde beendete man mit 29 Punkten auf dem fünften Rang. Im DFB-Pokal-Achtelfinale schied die Spielvereinigung durch eine 0:2-Auswärtsniederlage beim späteren Bundesligaabsteiger Werder Bremen aus, setzte den Höhenflug in der Liga allerdings fort. Bereits am 33. Spieltag konnte sie rechnerisch den dritten Relegationsrang festigen, nachdem der HSV seine letzten Chancen durch eine Auswärtsniederlage beim abstiegsbedrohten VfL Osnabrück verspielte, und hatte gleichzeitig auch noch die Chance auf die Meisterschaft. Die Entscheidung über den direkten Aufstieg und die Meisterschaft sollte damit erst am letzten Spieltag im Fernduell mit dem Tabellenführer VfL Bochum und dem Zweiten Holstein Kiel fallen. Für den direkten Aufstieg war die Spielvereinigung auf Schützenhilfe angewiesen: Durch einen eigenen Sieg bei gleichzeitiger Niederlage Bochums beim SV Sandhausen oder gleichzeitigem Unentschieden Kiels gegen SV Darmstadt, sowie bei eigenem Unentschieden und gleichzeitiger Niederlage Kiels würde das Kleeblatt auf einen direkten Aufstiegsplatz klettern können. Zur Halbzeit des letzten Spieltags sah es jedoch nicht mehr danach aus: Während sowohl Kiel, als auch Bochum mit jeweils 1:0 in Führung lagen, musste Fürth einem 0:1-Rückstand hinterherlaufen, zudem wurde in der 45. Minute Anton Stach mit Rot vom Platz gestellt, wodurch die zweite Halbzeit in Unterzahl gespielt werden musste. In der zweiten Halbzeit drehte sich die Situation allerdings: Trotz Unterzahl gelang dem Kleeblatt zweimal der Ausgleich gegen Fortuna Düsseldorf und letztendlich der 3:2 Siegtreffer in der 83. Minute durch den nur zwei Minuten zuvor eingewechselten Dickson Abiama, während Kiel drei Gegentore kassierte und am Ende mit 2:3 verlor und so durch die Spielvereinigung überholt werden konnte. Damit stieg das Kleeblatt mit 64 Punkten als Tabellenzweiter zum zweiten Mal in der Geschichte in die 1. Bundesliga auf und spielte damit auch erstmals in einer höherklassigen Liga als der 1. FC Nürnberg. Mit zehn Siegen, fünf Unentschieden (unter anderem dem Rückrundenderby gegen Nürnberg) und nur zwei Niederlagen wurde es zudem mit 35 Punkten Spitzenreiter der Rückrundentabelle, auch es man mit 33 Punkten die beste Auswärtsmannschaft der Liga.

### Zweite Saison Bundesliga und danach (seit 2021)

#### Saison 2021/22
In der Saison 2021/22 gelang dem Verein der Klassenerhalt in der Bundesliga nicht. Die SpVgg blieb bis zum 15. Spieltag sieglos und stand bereits am 30. Spieltag als Absteiger fest. Zum Saisonende verließ Cheftrainer Stefan Leitl den Verein und wechselte zu Hannover 96.

#### Saison 2022/23
Die SpVgg Greuther Fürth startete unter Trainer Marc Schneider mit erheblichen Abwehrschwächen in die Zweitligasaison 2022/23 und blieb bis zum 7. Spieltag sieglos. Im DFB-Pokal unterlag die Mannschaft in der 1. Runde dem Fünftligisten Stuttgarter Kickers. Ein hart umkämpftes Spiel am 14. Oktober 2022 gegen Hansa Rostock endete nach einem Strafstoß für die Gegner in der 93. Minute noch 2:2. Daraufhin wurde Trainer Marc Schneider freigestellt und Alexander Zorniger als neuer Coach verpflichtet. Unter ihm gelang dem Team eine Siegesserie – die Begegnungen mit Arminia Bielefeld, Eintracht Braunschweig und dem Hamburger SV konnte Fürth jeweils mit 1:0 für sich entscheiden. In der Rückrunde zahlte sich die offensiv ausgerichtete Spielweise unter Zorniger weiter aus, die Spielvereinigung errang im Ronhof insgesamt 31 Punkte und zählte so zu den heimstärksten Teams der 2. Bundesliga. Dies gipfelte am letzten Spieltag in einem klaren 4:0-Sieg gegen den erstplatzierten SV Darmstadt 98, der dadurch noch den Meistertitel an den 1. FC Heidenheim verlor. Die SpVgg beendete die Saison auf dem 12. Tabellenplatz.

#### Saison 2023/24
Am ersten Spieltag der Saison 2023/24 sicherte sich Fürth durch einen 5:0-Sieg gegen den SC Paderborn – zumindest für eine Woche – die Tabellenführung. Insgesamt verlief die Hinrunde deutlich erfreulicher als die der Vorsaison, so dass man kurz nach der Winterpause durch einen Heimsieg gegen den späteren Aufsteiger Holstein Kiel sogar zwischenzeitlich den 2. Tabellenplatz erreichte. Nach einer ernüchternden übrigen Rückrunde landete die SpVgg am Saisonende lediglich auf Platz 8. Im DFB-Pokal scheiterte die Mannschaft bereits in der 2. Runde am Regionalligisten FC 08 Homburg. Damit schied sie zum dritten Mal in Folge gegen einen Regional- oder Oberligisten aus dem Turnier.

#### Saison 2024/2025
Nach dem erneuten Abgang von Leistungsträgern wie Torhüter Jonas Urbig, Robert Wagner im Mittelfeld und Tim Lemperle oder Armindo Sieb in der Offensive startete die SpVgg in die neue Saison mit vier Punkten aus zwei Spielen. Im ersten Pflichtspiel der Vereinsgeschichte gegen den Aufsteiger Preußen Münster gelang ein 3:1-Heimsieg, beim Auswärtsspiel in Kaiserslautern gab man eine 2:0-Führung zu einem 2:2 aus der Hand. Am 22. Oktober, zwei Tage nach der 0:4-Heimniederlage im 273. Frankenderby gegen den 1. FC Nürnberg wurden Trainer Alexander Zorniger, Co-Trainer Jurek Rohrberg und Geschäftsführer Sport Rachid Azzouzi von ihren Aufgaben entbunden. U-23 Trainer Leonhard Haas übernahm das Team interimsweise. In der 2. Runde des DFB Pokals unterlag die Mannschaft in Überzahl gegen den SSV Jahn Regensburg. Nach einer 0:3-Auswärtsniederlage im 274. Frankenderby gegen den 1. FC Nürnberg am 16. März 2025 geriet die Mannschaft, die sich bisher in sicheren Gefilden gewähnt hatte, ins Trudeln und wendete erst im letzten Heimspiel der Saison unter dem neuen Cheftrainer Thomas Kleine am 18. Mai 2025 mit einem schwer erkämpften 3:2-Heimsieg gegen den bereits als Aufsteiger in die 1. Bundesliga feststehenden Hamburger SV die Abstiegsgefahr endgültig ab.

## Jugendarbeit
Da die SpVgg u. a. aufgrund geringer Zuschauerzahlen über geringere finanzielle Mittel als vergleichbare Bundesligavereine verfügt, setzt sie in der Vereinspolitik verstärkt auf den Juniorenbereich und die Förderung junger Spieler im Zweitligabetrieb. So spielt die A-Jugend des Vereins seit dem Jahr 2003 in der A-Junioren-Bundesliga Süd/Südwest und erreichte bereits zweimal das Halbfinale um die deutsche Meisterschaft. Transfers von jungen Talenten wie etwa Roberto Hilbert, Heiko Westermann, Martin Lanig, Nicolai Müller oder auch Christian Eigler an Erstligavereine trugen dabei immer wieder zur Finanzierung des Bundesligaetats bei. Zuletzt schwächelten zwar die Jugendmannschaften der Spielvereinigung, dennoch gelang es ihr auch nach dem Bundesliga-Aufstieg noch, Talente auszubilden. So spielen u. a. mit Maximilian Bauer (FC Augsburg) und Jamie Leweling (VfB Stuttgart) zwei ehemalige Fürther Jugendspieler derzeit in der Bundesliga; dem Ghanaer Abdul Rahman Baba gelang über die Station Augsburg gar der Sprung in die englische Premier League zum FC Chelsea. Mit David Raum, (2006–2021 beim Kleeblatt unter Vertrag), sowie dem erwähnten Leweling (2017–2022) gelang es dem Kleeblatt auch, zwei spätere deutsche A-Nationalspieler auszubilden.
Die U23 der Spielvereinigung spielt seit 2008 in der Regionalliga (bis 2012 Staffel Süd, dann Bayern).

## Spieler, Trainer und Präsidenten
22 Spieler wurden während ihrer Zeit bei der SpVgg Fürth in die deutsche Fußballnationalmannschaft zu insgesamt 175 Einsätzen berufen. Sie erzielten dabei 23 Tore. Zudem spielte Heiko Westermann von 2000 bis 2003 in der zweiten Mannschaft der SpVgg (37 Spiele/1 Tor) und von 2002 bis 2005 bei der ersten Mannschaft (83 Spiele/2 Tore). Später spielte er in der deutschen Nationalmannschaft und gehörte zum Kader für die Europameisterschaft 2008.
Der Trainer in der Saison 2017–2019 war bis zum 4. Februar 2019 Damir Burić. Nach sechs verlorenen Partien ohne Tor und einer 0:6-Niederlage im Auswärtsspiel beim SC Paderborn folgte die Entlassung. Einen Tag nach der Trennung von Burić wurde Stefan Leitl vom Verein als neuer Trainer verpflichtet. Mit dem neuen Trainer gelang dem Verein in der Saison 2021/22 der Aufstieg in die 1. Bundesliga. Mit Ende der Saison 2021/22 und dem erneuten Abstieg der Mannschaft in die 2. Bundesliga trennte sich die Spielvereinigung von dem Trainer Stefan Leitl und verpflichtete im Mai 2022 den ehemaligen Schweizer Fußballspieler und Trainer Marc Schneider. Mit nur 10 Punkten in 12 Spieltagen wurde Schneider im Oktober 2022 freigestellt und Alexander Zorniger als Cheftrainer verpflichtet. Nach der 0:4-Niederlage gegen Nürnberg wurde Alexander Zorniger und der Manager  Rachid Azzouzi entlassen. Bis zum Winter wurde die Spielvereinigung von dem U23 Cheftrainer Leonhard Haas übernommen. Im November wurde Jan Siewert als Nachfolger von Interimstrainers Leonhard Haas Cheftrainer der SpVgg Greuter Fürth, jedoch musste Siewert nach einer Niederlagenserie bereits im Mai 2025 seinen Hut nehmen. Damit wurde die Saison 2025/2026 für die SpVgg zur ersten Saison mit drei hauptamtlichen Trainern seit über 20 Jahren. Sein Nachfolger wurde, zunächst für die verbleibenden zwei Spiele der Saison 2025/2026 und anschließend auf fester Basis, der ehemalige Vereinskapitän Thomas Kleine.
Von 1996 bis zum 1. August 2018 leitete Helmut Hack als Präsident die Geschicke des Vereins und trieb seit seinem Amtsantritt einen Weg der ständigen Weiterentwicklung voran, etablierte die Spielvereinigung in der zweiten Liga und schaffte den historischen ersten Aufstieg in die erste Bundesliga. Zu seinem Nachfolger wurde der Geschäftsführer der Brauerei Tucher, Fred Höfler, gewählt. Seit November 2022 ist Volker Heißmann Präsident der Spielvereinigung.

## Spielorte

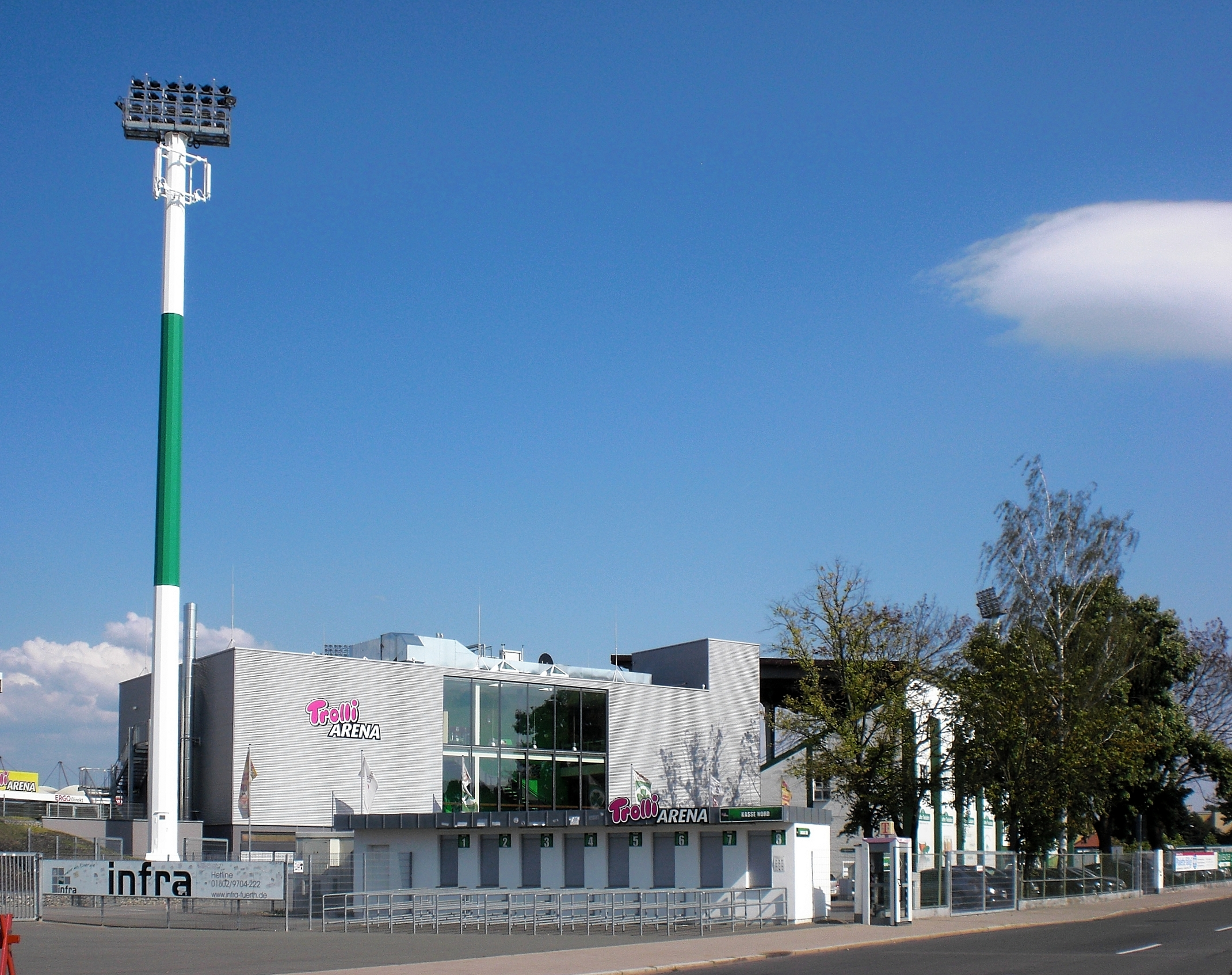
Der Sportpark Ronhof im Jahr 2011

Von 1903 bis 1906 spielten die Fußballer auf dem Spielplatz am Schießanger, von 1906 bis 1910 war der Spielplatz an der Vacher Straße der Spielort. Seit dem 11. September 1910 ist der Ronhof die Heimat der Spielvereinigung. Zur Zeit der Eröffnung war diese Sportanlage eine der größten und modernsten des Deutschen Reiches. In den erfolgreichen Jahren wurde auf einer Mitgliederversammlung der Ausbau des dortigen Sportplatzes zu einem Stadion beschlossen und die dafür notwendigen 30.000 Mark gesammelt. 1955 bot das Stadion Platz für 30.000 Zuschauer, nach diversen Umbaumaßnahmen und Modernisierungen fasst das Stadion derzeit 16.626 Zuschauer.
1997 wurde das traditionsreiche Stadion umbenannt und trug seitdem den Namen Playmobil-Stadion. Am 1. Juli 2010 wechselte der Name des Fürther Stadions in Trolli Arena nach einer Marke des Sponsors Mederer Süßwarenvertrieb. Nach dem Aus für die Neubaupläne soll unter anderem eine neue Haupttribüne errichtet werden, um die Kapazität auf 20.000 Plätze zu erhöhen. Am 30. Juni 2014 lief der Sponsorenvertrag mit dem Mederer Süßwarenvertrieb aus. Die Fürther Spielstätte trug anschließend bis Februar 2016 den Namen Stadion am Laubenweg, da in der Zeit kein geeigneter Namenssponsor gefunden wurde. Am 1. Februar 2016 wurde das Stadion offiziell in Sportpark Ronhof | Thomas Sommer umbenannt. Der neue Name setzt sich zusammen aus dem traditionellen Namen des Stadions und dem des in Fürth geborenen Immobilienhändlers Thomas Sommer, welcher sich die Namensrechte ursprünglich bis  zum Sommer 2021 gesichert hatte. Im Herbst 2019 verlängerten beide Parteien diese Übereinkunft bis zum Sommer 2025.

### Neubaupläne und Umbau der Haupttribüne
Am 22. März 2012 gab der Klub seine Pläne zu einem Stadionneubau bekannt. Demnach sollte in der Fürther Südstadt auf einem ehemals dem Unternehmen Trolli gehörenden Gelände für 35 Millionen Euro ein Stadion für 20.000 Zuschauer entstehen. Finanziert werden sollte das Projekt von Thomas Sommer. Der Baubeginn sollte im Frühjahr 2013 erfolgen. Die Fertigstellung war für die Saison 2014/15 geplant. Außerdem sollte es möglich sein, das Stadion auf eine Kapazität von bis zu 28.000 Plätzen ausbauen zu können. Der Unternehmer Thomas Sommer ist Immobilienmakler und Vermögensverwalter sowie mit seinem Unternehmen seit 2004 Sponsor bei Greuther Fürth.
Im November 2012 einigte sich der Verein mit Besitzer Conny Brandstätter auf eine Verlängerung des Stadion-Pachtvertrages bis in das Jahr 2040. Damit sind die Neubaupläne hinfällig und die Spielvereinigung bleibt im Ronhof beheimatet. Für die Zukunft des Stadions ist ein Neubau der Haupttribüne und eine verbesserte Infrastruktur geplant. Unternehmer Thomas Sommer hat seine finanzielle Unterstützung für die Umbaupläne zugesagt. Im Jahr 2015 wurde schließlich bekannt, dass der Verein für 17 Millionen Euro die seit 1951 bestehende Haupttribüne abreißen wird und durch einen Neubau ersetzt. Nachdem die alte Haupttribüne gegen den MSV Duisburg verabschiedet wurde, konnte am 12. April 2016 der Grundstein für den Neubau gelegt werden. Die Fertigstellung des ersten Bauabschnitts der Haupttribüne fand zu Saisonbeginn 2017/18 statt. Anschließend folgte der Abriss des VIP-Gebäudes und die Verlängerung der Haupttribüne Richtung Norden.

## Erfolge im Fußball
In der Rangliste der deutschen Fußballmeister des DFB belegt Fürth mit drei Titeln den zehnten Platz. Die Spielvereinigung war aber insgesamt acht Jahre amtierender Meister, da während des Ersten Weltkriegs keine Fußballmeisterschaft ausgetragen wurde.

## Umfeld
| Zeitraum  | Trikotsponsor                 |
| --------- | ----------------------------- |
| 1973–1981 | Quelle                        |
| 1983–1985 | ARO                           |
| 1987–1991 | Kraus Versorgungstechnik      |
| 1991–1994 | Wöhrl                         |
| 1994–1996 | Patrizier Bräu                |
| 1996–1997 | Milford                       |
| 1997–1999 | Quelle                        |
| 1999–2001 | norisbank                     |
| 2001–2002 | EasyCredit                    |
| 2002–2009 | KarstadtQuelle Versicherungen |
| 2009–2017 | Ergo Direkt                   |
| 2017–     | Hofmann Personal              |

### Fanklubs

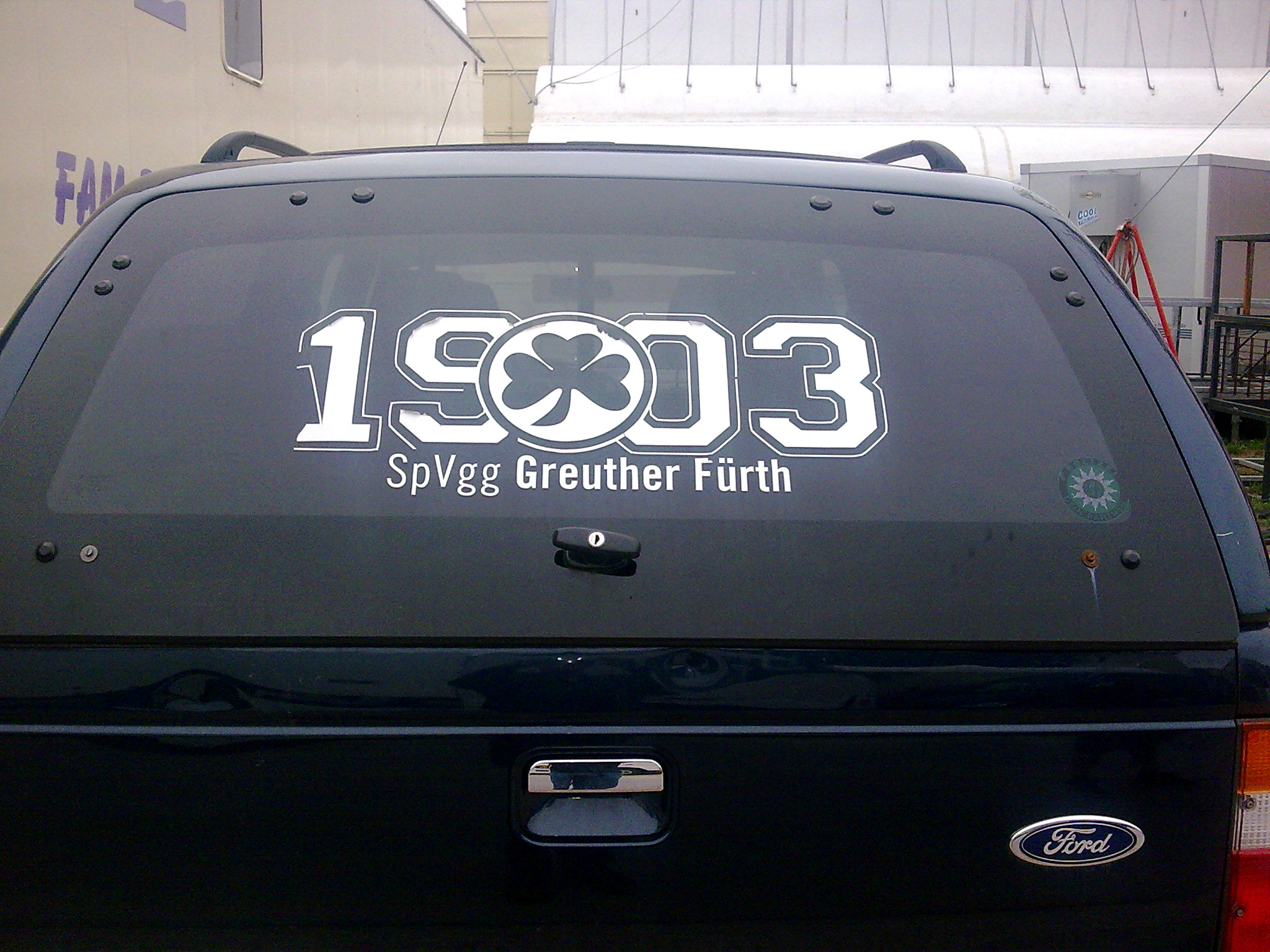
Autoaufkleber, ein typisches Element der Fankultur

Die Fans der SpVgg Greuther Fürth sind in 58 Fanklubs organisiert mit etwa 2.500 Mitgliedern, die meisten davon im fränkischen Raum. Größte Gruppierung sind mit 600 Mitgliedern die Sportfreunde Ronhof. Mit den Ultras Fürth 98 gründete sich 1998 die erste Ultragruppierung, die jedoch 2007 zerbrach. Nach dem Ende der Ultras Fürth 1998 folgte die Neuformierung der Fürther Ultras in den Gruppen Horidos 1000, Entourage und Stradevia 907. Mit der Gründung der Horidos wurde auch mit dem Block 12 ein reiner Stimmungsblock geschaffen.

### Vereinsname
1996 trat die Fußballabteilung des TSV Vestenbergsgreuth der SpVgg Fürth bei und der Verein erhielt seinen aktuellen Namen SpVgg Greuther Fürth. Unter den Fans wird der Verein wegen des Kleeblatts im Vereinswappen zudem als Kleeblatt Fürth bezeichnet. Auch da die Fußballabteilung des TSV Vestenbergsgreuth inzwischen wieder eine autonome Mannschaft im Spielbetrieb angemeldet hat, wird in Fankreisen eine Rückbenennung der Vereinsbezeichnung zum traditionsreichen Namen „SpVgg Fürth“ gefordert.

### Rivalitäten und Freundschaften

Im 27. Frankenderby unterlag die SpVgg Fürth beim 1. FC Nürnberg mit 0:3 (1912)

Hauptrivale der SpVgg Fürth ist der 1. FC Nürnberg, daneben besteht (auf Grund der lokalen Nähe und der langen Zugehörigkeit beider Vereine zur 2. Bundesliga) eine Rivalität zum TSV 1860 München und dem FC Augsburg.
Nach dem 274. Frankenderby gegen den 1. FC Nürnberg sieht die Bilanz wie folgt aus:
| Wettbewerb                        | Spiele | Siege Nürnberg | Remis | Siege Fürth | Tore Nürnberg | Tore Fürth | Zuschauer | Zuschauerschnitt |
| --------------------------------- | ------ | -------------- | ----- | ----------- | ------------- | ---------- | --------- | ---------------- |
| Nürnberg-Fürther Meisterschaft    | 5      | 4              | 1     | 0           | 21            | 2          | 065.000   | 13.000           |
| Nordbayrische Gaumeisterschaft    | 9      | 8              | 1     | 0           | 57            | 21         | 012.600   | 01.400           |
| Ostkreisliga                      | 11     | 6              | 2     | 3           | 35            | 21         | 064.900   | 05.900           |
| Mittelfränkische Gaumeisterschaft | 14     | 6              | 2     | 6           | 31            | 23         | 071.554   | 05.111           |
| Kreisliga Nordbayern              | 8      | 3              | 1     | 4           | 10            | 10         | 0180.000  | 22.500           |
| Bezirksliga Bayern                | 8      | 6              | 2     | 0           | 19            | 3          | 0120.000  | 15.000           |
| Deutsche Meisterschaft            | 1      | 1              | 0     | 0           | 2             | 0          | 035.000   | 35.000           |
| Süddeutsche Meisterschaft         | 9      | 2              | 3     | 4           | 10            | 14         | 0153.000  | 17.000           |
| Bezirksliga Nordbayern            | 13     | 6              | 3     | 4           | 19            | 14         | 0231.000  | 17.769           |
| Gauliga Bayern                    | 18     | 9              | 3     | 6           | 29            | 21         | 0179.500  | 09.972           |
| Gauliga Nordbayern                | 4      | 4              | 0     | 0           | 20            | 2          | 019.000   | 04.750           |
| Gauliga Mittelfranken             | 2      | 1              | 0     | 1           | 3             | 3          | 04.000    | 04.000           |
| Oberliga                          | 34     | 16             | 8     | 10          | 69            | 50         | 0845.000  | 24.853           |
| Sport-Magazin-Pokal               | 6      | 4              | 2     | 0           | 19            | 8          | 0108.000  | 18.000           |
| Regionalliga Süd                  | 12     | 7              | 1     | 4           | 15            | 11         | 0283.500  | 23.625           |
| 2. Bundesliga Süd                 | 10     | 7              | 2     | 1           | 21            | 10         | 0251.000  | 25.100           |
| 2. Bundesliga                     | 28     | 7              | 10    | 11          | 34            | 35         | 0693.509  | 24.768           |
| Bundesliga                        | 2      | 0              | 1     | 1           | 0             | 1          | 068.000   | 34.000           |
| DFB-Pokal                         | 8      | 4              | 1     | 3           | 24            | 8          | 0116.986  | 14.623           |
| Süddeutscher Pokal                | 4      | 2              | 0     | 2           | 3             | 4          | 035.000   | 08.750           |
| Bezirkspokal                      | 1      | 0              | 0     | 1           | 1             | 3          | 05.600    | 05.600           |
| sonstige Spiele                   | 67     | 40             | 6     | 21          | 150           | 92         | 0551.482  | 08.231           |
| Gesamt                            | 274    | 142            | 50    | 82          | 592           | 356        | 4.052.480 | 14.790           |

Stand: 17. März 2025
Fanfreundschaften bestehen zu Fans der SpVgg Bayreuth, dem 1. FC Heidenheim, des FSV Frankfurt, des FC Sion und des italienischen Drittligisten Audace Cerignola.

### Maskottchen
Eddy, ein grüner Drache, ist seit 2005 Maskottchen des Vereins.

## Erste Mannschaft

### Kader 2025/26 (2. Bundesliga)
Stand: 25. Juli 2025
| Nr.        | Nat.               | Name                   | Geburtsdatum       | Im Verein seit | Vertrag bis | Vorheriger Verein            |
| Tor        |                    |                        |                    |                |             |                              |
| 01         | Deutschland        | Nils Körber            | 13. November 1996  | 2024           | 2026        | Hansa Rostock                |
| 21         | Deutschland        | Timo Schlieck          | 2. März 2006       | 2025           | 2026        | RB Leipzig                   |
| 26         | Niederlande        | Pelle Boevink          | 6. Januar 1998     | 2025           | 2027        | FC Ingolstadt 04             |
| 31         | Deutschland        | Sebastian Jung         | 4. Mai 2005        | 2025           | 2028        | SV Babelsberg 03             |
| Abwehr     |                    |                        |                    |                |             |                              |
| 02         | Deutschland        | Lukas ReichU19         | 24. Oktober 2006   | 2025           | 2028        | TSV 1860 München             |
| 04         | Deutschland        | Philipp Ziereis        | 14. März 1993      | 2025           | 2027        | LASK                         |
| 05         | Deutschland        | Reno Münz              | 2. Oktober 2005    | 2024           | 2027        | Bayer 04 Leverkusen [Jugend] |
| 17         | Deutschland        | Noah König             | 17. Mai 2003       | 2025           | 2028        | TSG 1899 Hoffenheim II       |
| 23         | Deutschland        | Jannik Dehm            | 2. Mai 1996        | 2025           | 2027        | Hannover 96                  |
| 24         | Deutschland        | Marco John             | 2. April 2002      | 2025           | 2026        | TSG 1899 Hoffenheim          |
| 25         | Island             | Brynjar Ingi Bjarnason | 6. Dezember 1999   | 2025           | 2027        | Ham-Kam                      |
| 27         | Deutschland        | Luca Itter             | 5. Januar 1999     | 2021           | 2027        | SC Freiburg                  |
| 33         | Vereinigte Staaten | Maximilian Dietz       | 9. Februar 2002    | 2022           | 2027        | SC Freiburg II               |
| Mittelfeld |                    |                        |                    |                |             |                              |
| 06         | Burkina Faso       | Sacha Bansé            | 16. März 2001      | 2024           | 2027        | Standard Lüttich             |
| 08         | Luxemburg          | Mathias Olesen         | 21. März 2001      | 2025           | 2027        | 1. FC Köln                   |
| 14         | Deutschland        | Jomaine Consbruch      | 26. Januar 2002    | 2023           | 2026        | Arminia Bielefeld            |
| 16         | Schweiz            | Aaron Keller           | 15. Mai 2004       | 2025           | 2029        | SpVgg Unterhaching           |
| 22         | Uruguay            | Juan Cabrera           | 27. Februar 2003   | 2025           | 2027        | FC Augsburg II               |
| 30         | Deutschland        | Felix Klaus            | 13. September 1992 | 2025           | 2027        | Fortuna Düsseldorf           |
| 35         | Deutschland        | Jakob Engel            | 30. März 2006      | 2022           | 2028        | FC Coburg [Jugend]           |
| 37         | Vereinigte Staaten | Julian Green           | 6. Juni 1995       | 2017           | 2026        | VfB Stuttgart                |
| Angriff    |                    |                        |                    |                |             |                              |
| 07         | Deutschland        | Dennis Srbeny          | 5. Mai 1994        | 2023           | 2026        | SC Paderborn 07              |
| 09         | Deutschland        | Noel Futkeu            | 6. Dezember 2002   | 2024           | 2027        | Eintracht Frankfurt          |
| 10         | Schweden           | Branimir Hrgota        | 12. Januar 1993    | 2019           | 2026        | Eintracht Frankfurt          |
| 18         | Deutschland        | Felix Higl             | 8. Januar 1997     | 2025           | 2027        | SSV Ulm 1846                 |
| 42         | Deutschland        | Omar Sillah            | 25. Juli 2003      | 2025           | 2027        | Hamburger SV II              |

U19 auch für die A-Jugend (U19; Jahrgang 2007 oder jünger) spielberechtigt 

### Transfers Saison 2025/26
Stand: 9. August 2025
| Zugänge                | Zugänge                       |
| Spieler                | Abgebender Verein             |
| Sommerpause 2025       | Sommerpause 2025              |
| ---------------------- | ----------------------------- |
| Pelle Boevink          | FC Ingolstadt 04              |
| Brynjar Ingi Bjarnason | Ham-Kam                       |
| Juan Cabrera           | FC Augsburg II                |
| Jannik Dehm            | Hannover 96                   |
| Felix Higl             | SSV Ulm 1846                  |
| Sebastian Jung         | SV Babelsberg 03              |
| Aaron Keller           | SpVgg Unterhaching            |
| Noah König             | TSG 1899 Hoffenheim II        |
| Mathias Olesen         | 1. FC Köln                    |
| Leander Popp           | SpVgg Unterhaching (Leihende) |
| Lukas Reich            | TSV 1860 München              |
| Timo Schlieck          | RB Leipzig (Leihe)            |
| Omar Sillah            | Hamburger SV II               |
| Philipp Ziereis        | LASK                          |

| Abgänge          | Abgänge                          |
| Spieler          | Aufnehmender Verein              |
| Sommerpause 2025 | Sommerpause 2025                 |
| ---------------- | -------------------------------- |
| Simon Asta       | 1. FC Kaiserslautern             |
| Kerim Çalhanoğlu | Vertragsende; Ziel unbekannt     |
| Niko Gießelmann  | Vertragsende; Ziel unbekannt     |
| Lennart Grill    | 1. FC Union Berlin (Leihende)    |
| Gideon Jung      | Kayserispor                      |
| Daniel Kasper    | KAS Eupen                        |
| Noah Loosli      | VfL Bochum (Leihende)            |
| Roberto Massimo  | Górnik Zabrze                    |
| Jannik Mause     | 1. FC Kaiserslautern (Leihende)  |
| Marco Meyerhöfer | Preußen Münster                  |
| Nemanja Motika   | NK Olimpija Ljubljana (Leihende) |
| Philipp Müller   | SSV Jahn Regensburg (Leihe)      |
| Nahuel Noll      | TSG 1899 Hoffenheim (Leihende)   |
| Denis Pfaffenrot | SV Sandhausen                    |
| Leander Popp     | Viktoria Köln (Leihe)            |
| Joshua Quarshie  | TSG 1899 Hoffenheim (Leihende)   |
| Moritz Schulze   | Vertragsende; Ziel unbekannt     |
| Matti Wagner     | Alemannia Aachen (Leihe) *       |

### Trainerstab
- Stand: 4. Juli 2025

| Name                 | Funktion                    | seit |
| Thomas Kleine        | Cheftrainer                 | 2025 |
| Milorad Peković      | Co-Trainer                  | 2025 |
| Marco Konrad         | Co-Trainer                  | 2023 |
| Simon Hofmann        | Videoanalytiker             | 2025 |
| Nico Hildebrandt     | Torwarttrainer              | 2023 |
| Michael Schleinkofer | Koordinator Sport & Medizin | 2014 |
| Florian Leimeister   | Athletiktrainer             | 2018 |

## Zweite Mannschaft
In der Saison 2007/08 stieg die zweite Mannschaft der SpVgg Greuther Fürth in die Regionalliga Süd auf. Zuvor spielte sie seit 2001/02 in der Bayernliga, der höchsten bayerischen Spielklasse. Seit der Regionalligareform 2012 spielt die SpVgg II in der viertklassigen Regionalliga Bayern. In der Saison 2010/11 erreichten sie mit dem 4. Platz ihr bisher bestes Ergebnis.
Die Mannschaft trägt ihre Heimspiele am Konrad-Ammon-Platz aus. Bei Risikospielen wird auch auf den Sportpark Ronhof ausgewichen.
Geschichte
Die zweite Mannschaft der SpVgg Fürth startete in der Saison 1952/53 in der untersten Spielklasse B-Klasse. 1957/58 gelang der Aufstieg in die drittklassige 1. Amateurliga Bayern Nord. Nach zwei Jahren rutschte die SpVgg wieder in die Viertklassigkeit ab. Weitere drei Jahre später musste sie sogar den Abstieg in die fünftklassige Bezirksliga Süd hinnehmen. In den folgenden Jahren pendelte sie immer zwischen der fünften und der siebten Spielklasse. Mit dem Anschluss des TSV Vestenbergsgreuth und der folgenden Umbenennung zu Greuther Fürth in der Saison 1996/97 folgten Jahre des Aufschwungs. Die folgenden fünf Spielzeiten konnten auf einem Top 3 Platz beendet werden. In der Saison 2000/01 folgte dann der Aufstieg. Seit dem spielt die zweite Mannschaft stets in der vierten Liga. Im selben Jahr gelang der Mannschaft der Gewinn des Mittelfränkischen Pokals. In der Saison 2016/17 erreichte die Mannschaft unter Trainer Thomas Kleine nur den 16. Platz und musste in die Relegation gegen den FC Pipinsried und Viktoria Aschaffenburg. Mit dem zur Relegation neu eingesetzten Trainer Timo Rost gelang der SpVgg der Klassenerhalt. Die aufgrund der Covid-19-Pandemie abgebrochene Saison 2019–21 beendete die SpVgg Greuther Fürth nach Anwendung der Quotientenregel auf dem 8. Tabellenplatz.
Kader 2024/25
Stand: 5. März 2025
| Jan Mottl      | Deutschland |
| Simon Hoffmann | Deutschland |
| Silas Prüfrock | Deutschland |

| Kenan Aydin       | Deutschland          |
| Vin Kastull       | Deutschland          |
| Raphael Adiele    | Deutschland Polen    |
| Richard Hauth     | Deutschland          |
| Aiden Mostofi     | Australien Iran      |
| Christoph Meister | Deutschland          |
| Rico Wuttke       | Deutschland          |
| Yannick Scholz    | Deutschland          |
| Raul Mariţa       | Rumänien Deutschland |

| Daniel Adlung   | Deutschland        |
| Arjanit Fazlija | Kosovo Deutschland |
| Lukas Näpflein  | Deutschland        |
| Marlon Fries    | Deutschland        |
| Benjamin Desic  | Deutschland        |
| Leart Haskaj    | Kosovo Deutschland |
| Giovanni Nkowa  | Deutschland        |
| Jorden Aigboje  | Deutschland        |
| Jakob Engel     | Deutschland        |
| Adem Imeri      | Deutschland Kosovo |
| Ismael Wiegand  | Deutschland        |

| Marin Hrgota  | Schweden    |
| Nico Grimbs   | Deutschland |
| Daniel Kasper | Deutschland |
| Patrick Vuc   | Deutschland |

## Frauenfußball
Seit der Saison 2009/10 gibt es eine Frauenfußballmannschaft. Ab dem darauf folgenden Jahr nahm sie in der Landesliga Nord (5. Spielklasse) am Spielbetrieb teil. In den drei absolvierten Spielzeiten in der Landesliga wurden der 7. (Saison 2010/11), der 4. (Saison 2011/12) und der 2. Platz (Saison 2012/13) belegt. Im folgenden Relegationsspiel konnte sich die Mannschaft am 30. Mai 2013 mit 2:0 gegen den FC Moosburg durchsetzen und stieg damit in die Bayernliga auf. Am 3. Juni 2017 konnte sich das Team durch ein 0:0 gegen den TSV Frickenhausen den Titel des Bayerischen Meisters und damit verbunden den Aufstieg in die Regionalliga Süd sichern. Nach nur einer Saison folgte der direkte Wiederabstieg. Nach einem Abstieg 2022 in die Landesliga folgte der sofortige Wiederaufstieg in die Bayernliga, 2025 feierten die Frauen das Double, die bayerische Meisterschaft und Pokalsieg im bayerischen Landespokal (5:2 Finalsieg gegen FFC Wacker München). Seither spielen sie in der drittklassigen Regionalliga. Durch den Sieg im bayerischen Landespokal konnte sich die SpVgg erstmals in ihrer Geschichte für den DFB-Pokal der Frauen qualifizieren.

## Weitere Sportarten

### Hockey
Im Erwachsenenbereich stellt die Hockeyabteilung auf dem Feld je eine Herren- und eine Damenmannschaft, wobei die Herrenmannschaft in der höchsten Liga Bayerns spielt. In der Halle gibt es zwei Herren- und eine Damenmannschaft, hier spielen die Damen in der Oberliga Bayern. Besonderer Wert wird auf die Jugendarbeit gelegt.

### Leichtathletik
Die Leichtathletikabteilung der SpVgg Fürth wurde 1907 gegründet, damit auch die Fußballer in der Sommerpause eine Trainings- und Wettkampfmöglichkeit hatten. Viele Leichtathleten waren zu Beginn Fußballspieler. So auch Fritz Franz, der 1919 Deutscher Meister im 1500-Meter-Lauf wurde. Heute besitzt die SpVgg keine Leichtathletikabteilung mehr, Leichtathletik als Leistungs- und Breitensport ist in Fürth seit den 1960er Jahren weitgehend beim LAC Quelle angesiedelt.

### Sonstige
Schwimmen, Tischtennis, Turnen und Volleyball werden als Breiten- und Freizeitsport angeboten. Die frühere Handballabteilung wurde 1934, 1935 und 1936 Gaumeister der Handball-Gauliga Bayern und erreichte 1934 ebenfalls das Finale der Deutschen Feldhandball-Meisterschaft. Aktuell findet kein Trainings- und Spielbetrieb mehr statt.

## Sonstiges
Der in Fürth geborene ehemalige US-Außenminister und Friedensnobelpreisträger Henry Kissinger (1923–2023) war Ehrenmitglied und seit seiner Jugend großer Anhänger der SpVgg Fürth. Er informierte sich regelmäßig über die Ergebnisse der Mannschaft.

## Statistiken und bekannte Namen
- Siehe SpVgg Greuther Fürth/Namen und Zahlen